# Суматренска видра
Суматренска видра (Lutra sumatrana) е вид бозайник от семейство Порови (Mustelidae). Видът е застрашен от изчезване.

## Разпространение и местообитание
Разпространен е във Виетнам, Индонезия, Камбоджа, Малайзия и Тайланд.